# Металлическая церковь (Спитак)
Металлическая церковь (арм. Մետաղե եկեղեցի) — церковь на окраине города Спитак Лорийской области Армении, построенная из металла.

## История
Церковь была построена на холме кладбища, где похоронено множество жертв Спитакского землетрясения 1988 года.